# Чхуартал
Чхуарта́л (абх. Чхәарҭал, мегр. ჩხორთოლ [Чхортоль], груз. ჩხორთოლი [Чхортоли]) — село в Абхазии, в Ткуарчалском районе частично признанной Республики Абхазия, согласно административному делению Грузии — в Гальском муниципалитете Абхазской Автономной Республики. Расположено к юго-востоку от райцентра Ткуарчал в равнинно-предгорной полосе, в верхнем течении реки Чхуартал. До 1994 года официально называлось Чхортоли. В административном отношении село представляет собой административный центр Чхуарталскоц сельской администрации (абх. Чхәарҭал ақыҭа ахадара), в прошлом Чхортольского сельсовета. До 1994 года село входило в состав Галского района.

## Границы
На севере сельская администрация (село) Чхуартал граничит с сельскими администрациями (сёлами) Первая Бедиа и Агубедиа и примыкает к территории города Ткуарчал; на юго-западе — с сельской администрацией (селом) Царча; на юге — с сельской администрацией (селом) Окум; на востоке границей села является хребет Речшха.
Чхортоль — наименование мегрельское (картвельская группа языков) комбинированное: чхоро (цхра) — девять; толи (твали) — буквально на современном грузинском и мегрельском означает глаз, но также употребляется для обозначения количества комнат в строении — количество окон («глаз»), вероятно ранее слово «толь» обозначало условную единицу сельского поселения — двора, по аналогии к современному грузинскому «комли». Возможно ранее село образовалось на месте маленького поселения из девяти дворов.

## История

### Средневековье
В средние века село Чхуартал, по-видимому, играло значительную роль, так как через него проходила магистральная дорога южной зоны Абхазии. Эта древняя дорога имела большое хозяйственное и стратегическое значение. Она контролировалась сильными укреплениями, развалины которых до сих пор сохранились в некоторых пунктах села. Среди оборонительных сооружений Чхуартала выделяется укрепление Реч Абаа. Оно расположено на одиноко стоящей посреди поляны скале. На высоте 50 метров на выровненной площадке сохранились развалины крепости. Крепость Реч Абаа входила в систему укреплений Абхазской стены и на протяжении нескольких столетий являлась важным стратегическим пунктом Южной Абхазии.

### XIX столетие
Итальянская путешественница Карла Серена, посетившая Абхазию во второй половине XIX века, даёт описание своего пребывания в посёлке Эшкыт, расположенного в пределах Чхуартала: «Погода была тёплая и прекрасная, я воспользовалась лунной ночью, чтобы добраться до Эшкети, очаровательного селения. О моём прибытии было сообщено заранее, и в доме помощника старшины, куда я приехала очень поздно, всё было подготовлено к моему приёму. Никто ещё не ложился. Посреди хижины был разведён яркий огонь. Шло приготовление позднего ужина, и вскоре мне подали превосходную жареную курицу, неизбежную кукурузную кашу и отличное вино. Хотя мой приезд вызвал много хлопот, все лица были приветливые и радушные… В то утро я позавтракала на соседней поляне, где летом проходит Томаша. Сидя на травке под сенью роскошной виноградной лозы, с которой мои проводники срывали свежие ягоды с мелкими тёмно-фиолетовыми косточками, я чудесно позавтракала (15 ноября 1881 года)… От Эшкети дорога идёт через очень пересечённую и живописную местность, меняющую свой характер при приближении к селу Бедиа».
К концу XIX века Самурзакан уже был чётко разделён на 2 основные лингвистические зоны: абхазоязычную и мегрелоязычную. Первая охватывала верхние (северные) селения Самурзаканского участка, в том числе Чхуартал; вторая, бо́льшая по территории и численности населения, — нижние (центральные и южные) сёла. Между этими двумя зонами располагались смешанные селения. По сообщению немецкого лингвиста Г. Шухардта, в конце XIX столетия «в общинах Бедийской, Окумской, Чхортольской, Гальской, Царчинской слышится абхазская речь; в Саберио, Отобая, Дихазургах говорят по-мингрельски».

### Советский период и настоящее время
В 1920-е годы абхазские коммунисты начинают высказывать мысли о приведении административных границ уездов в соответствие с этнолингвистическими. Так Ефрем Эшба в 1925 году в статье «Мы требовали и получили настоящую независимую Советскую Абхазию» отмечает: «кстати — здесь отмечу, что административное деление уездов несколько не соответствует национальным признакам, где это можно, тщательно пересмотреть административное деление: в частности — я думаю, что 2-3 селения Гальского уезда с населением, говорящим по-абхазски, надо отнести к Кодорскому уезду, как Бедиа, Ре́ка, Эшкыт, Копит, Верхний Чхортол, Окум».
В 1930 году в Абхазии состоялась административная реформа, заменившая старые уезды на районы, и была проведена новая граница между Очамчирским и Гальским районами. Чхуартал вместе с рядом других верхнесамурзаканских селений (Агубедиа и [[[Река (Абхазия)|Ре́ка]]) был передан в состав Очамчирского района. В селе была открыта абхазская школа. В тот период большинство жителей села самоидентифицировались как этнические абхазы, но абхазский язык был распространён только в предгорной части села — Верхнем Чхортоле. В равнинном Нижнем Чхортоле говорили по-мегрельски. Позднее этнически абхазское, но мегрелоязычное население Нижнего Чхортола быстро грузинизируется, в этой части села к 1950-м годам происходит полная смена этнического самосознания. В Верхнем Чхуартале и в настоящее время сохраняется абхазский язык и абхазское этническое самосознание. В 1939 году Чхортольский сельсовет был возвращён в состав Гальского района. Абхазская школа в селе была закрыта, открылась грузинская.
С 1951 года в селе действовал колхоз имени Бараташвили Гальского района, который образовался после укрупнения с колхозом имени Андреева, располагавшимся в соседнем селе Царча. Колхоз имени Бараташвили располагал чайной плантацией и цитрусовыми садами. Председателем этого колхоза был Герой Социалистического Труда Шахани Гигоевич Сиргинава. Благодаря его деятельности в селе были построены дворец культуры, средняя школа, гидроэлектростанция, жилые дома и различные объекты колхозной и социальной структуры.
В ходе грузино-абхазской войны Чхуартал, как и другие сёла Гальского района, находился под контролем грузинских войск.
В 1994 году в Абхазии была проведена новая реформа административно-территориального деления, село Чхуартал было передано из состава Галского района в состав Ткуарчалского.

### Историческое деление
Село Чхуартал исторически подразделяется на 7 посёлков (абх. аҳабла):
- Анчагуарта
- Араду (Аразацв)
- Гамсаниаа Рхабла (Сагамисонио)
- Зохукыт
- Кикориаа Рхабла (Сакикорио)
- Реч Ахабла
- Эшкыт (Эшкети)

Посёлки, расположенные ближе к хребту Речшха, традиционно собирательно именуются Верхний Чхуартал; более равнинные — Нижний Чхуартал.

## Население
Население Чхортольского сельсовета по данным переписи 1989 года составляло 1447 человек, по данным переписи 2011 года население сельской администрации Чхуартал составило 877 человек, грузины (56,5 %), а также абхазы (43,5 %).
В XIX веке село входило в состав Окумской сельской общины. По данным переписи населения 1886 года в Чхуартале проживало православных христиан — 1042 человека, мусульман-суннитов не было. По сословному делению всё население Чхуартала принадлежало к крестьянскому сословию.
По данным той же переписи жители села были учтены как этнические «самурзаканцы». По данным переписи населения 1926 года абсолютное большинство жителей Чхуартала, как и других сёл верхней части Гальского уезда, записывается абхазами. Однако абхазский язык в качестве родного указали лишь 43,4 % жителей Чхуартала, в то время как для 55,5 % чхуартальцев родным языком был мегрельский.
| Год переписи | Число жителей | Этнический состав                   |
| ------------ | ------------- | ----------------------------------- |
| 1886         | 1042          | самурзаканцы 100 %                  |
| 1926         | 1359          | абхазы 96,9 %; грузины 2,4 %        |
| 1959         | 1415          | грузины, абхазы (нет точных данных) |
| 1989         | 1447          | грузины, абхазы (нет точных данных) |
| 2011         | 877           | грузины (56,5 %), абхазы (43,5 %)   |

## Интересное
До административной реформы 1994 года Чхуартал являлся единственным селом Гальского района, где были компактно расселены абхазы и был распространён абхазский язык.
Чхуартал — единственное смешанное абхазо-мегрельское село Ткуарчалского района.
Самурзаканский диалект абхазского языка, в прошлом широко распространённый на бо́льшей части территории Самурзакана, ныне представлен лишь в трёх сёлах: Ре́ка, Агубедиа и Чхуартал. Второе название самурзаканского диалекта — чхуарталский.
На границе Чхуартала, Агубедии и Ткуарчала находится одно из семи святилищ Абхазии — гора Лашкендар.